# Petit lévrier italien
Pour les articles homonymes, voir Levrette.
Comme son nom l'indique, le petit lévrier italien, aussi appelé levrette d'Italie, est originaire d'Italie. C'est le plus petit des chiens classés dans le groupe 10, lévriers, section 3, standard no 200, selon la nomenclature de la Fédération cynologique internationale. 
Il s'agit d'une race à part entière et non de la forme naine d’une autre race canine.

## Description
C’est un chien qui, morphologiquement, ressemble beaucoup au lévrier greyhound, si ce n’est qu’il doit peser moins de 5 kg et mesurer moins de 40 cm au garrot.
En France, le standard de la race, prévoit qu’il soit de couleur unie et que seules quelques taches blanches (bout des pattes, poitrine) soient autorisées sur un chien LOF, – à savoir sur un chien inscrit au Livre des origines français. Les couleurs des petits lévriers italiens sont : noir, gris (bleu), sable, isabelle. 
Mais par exemple en Grande-Bretagne ou aux États-Unis, on trouve des chiens avec des taches plus grandes. Ils ne seraient pas confirmés en France.
Vitesse de pointe: 30 à 40 km/h, il est très rapide pour un animal de petite taille.

## Histoire

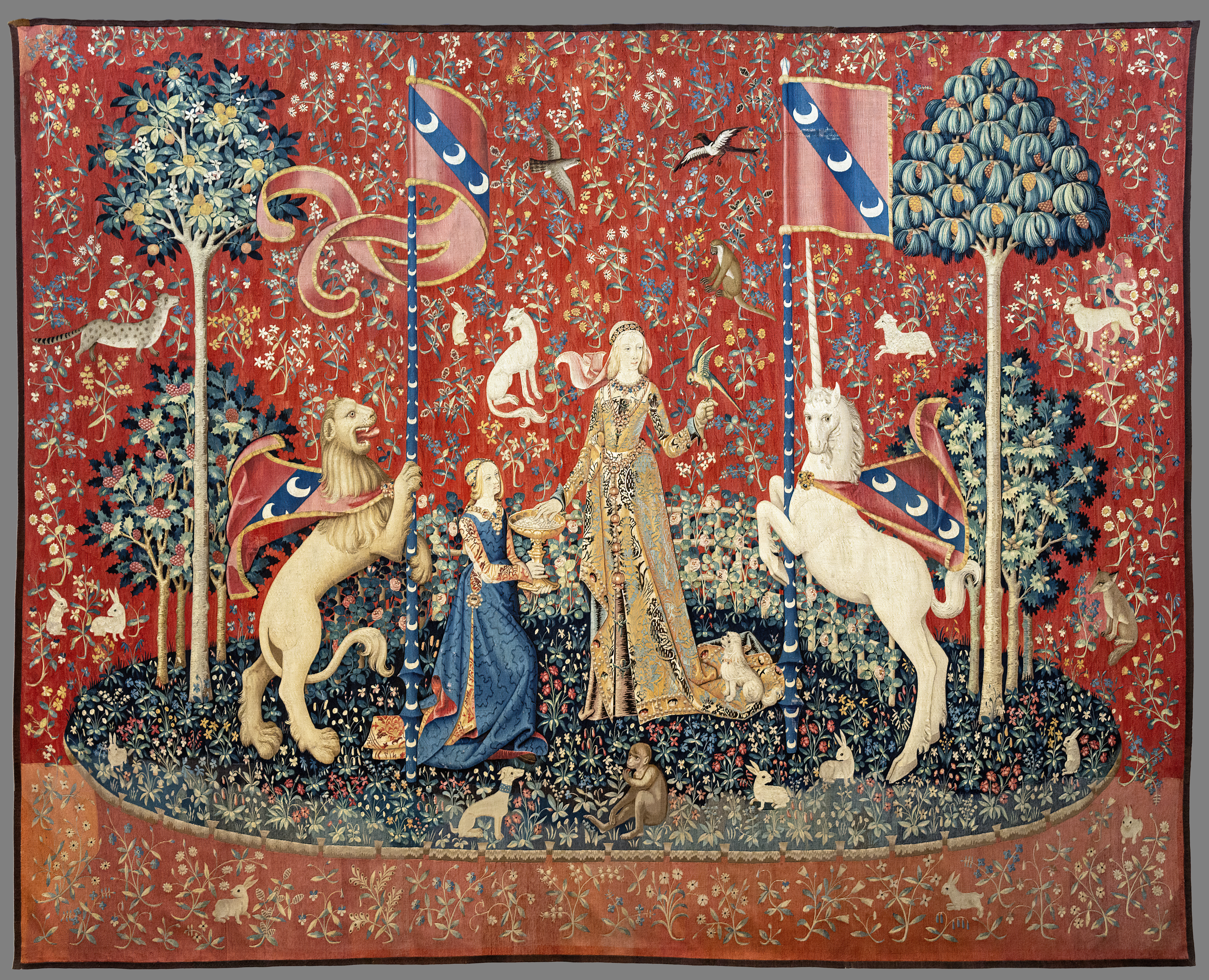
Sous la dame bleue figure un PLI blanc - La dame à la licorne (XVe siècles).

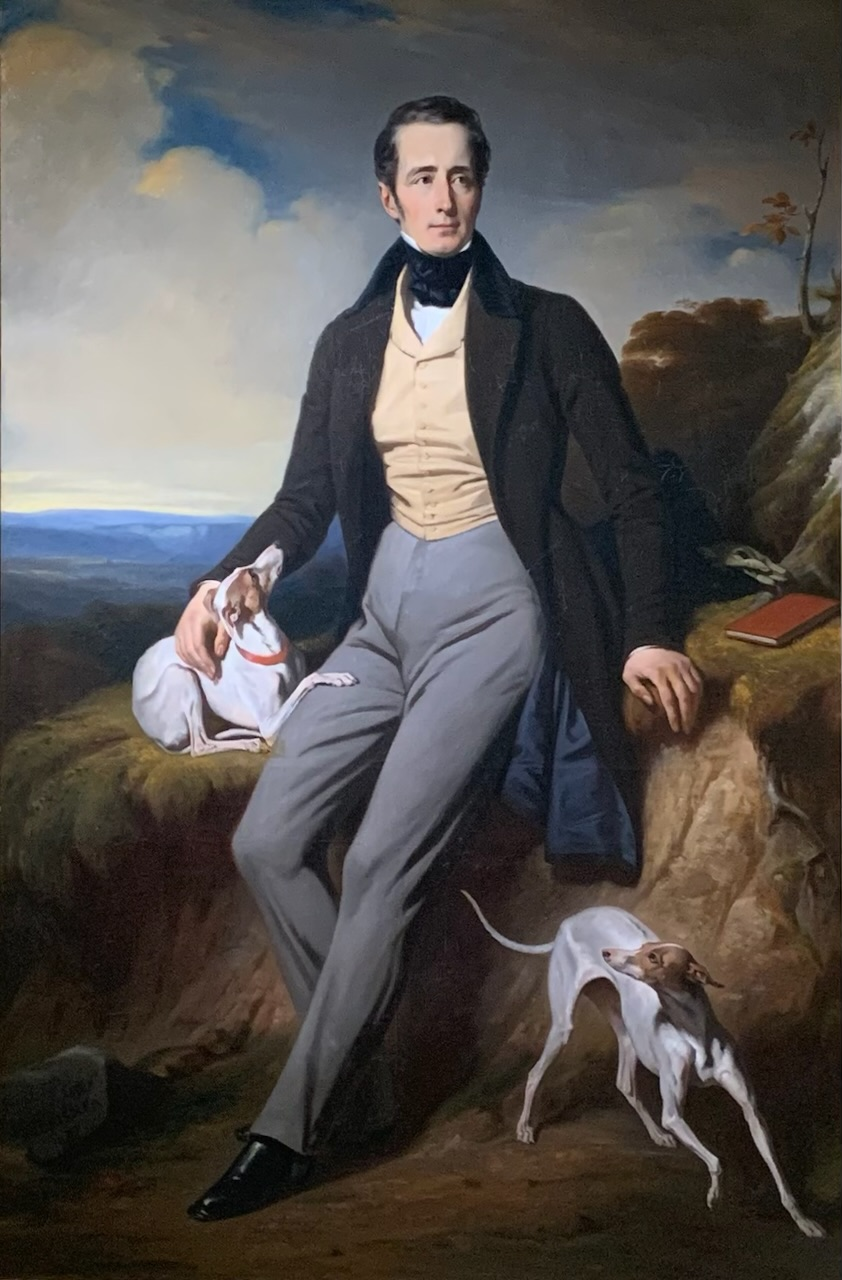
Alphonse de Lamartine et ses petits lévriers italiens, peint par Decaisne.

Les origines du petit lévrier italien sont très anciennes puisqu’on a trouvé des momies de petits lévriers, proches du petit lévrier italien actuel, dans les pyramides. Il est donc issu de races existantes chez les pharaons d'Égypte. Cette race n’est pas issue d’un croisement de l’époque moderne, comme le Lévrier whippet.
Il est arrivé en Italie au Ve siècle av. J.-C.
Ce petit chien séduisit fort les matrones romaines qui l’adoptèrent, et c’est de là que lui vint le nom de « lévrier italien ».
Figurant sur plusieurs tableaux, le petit lévrier italien est très courtisé par les grands de l'époque Renaissance.
Il a été le favori d'Alphonse de Lamartine, qui posait facilement avec ses préférés.
Le terme officiel en France est « petit lévrier italien », couramment abrégé PLI (en anglais italian greyhound, en allemand italienisches Windspielet en Italien Piccolo Levriero Italiano), mais le terme « levrette d’Italie » convient également.
Malgré tout, il ne faut pas se fier aux apparences : le petit lévrier italien a tout des lévriers lorsqu'il s'agit de courir.

## Caractère

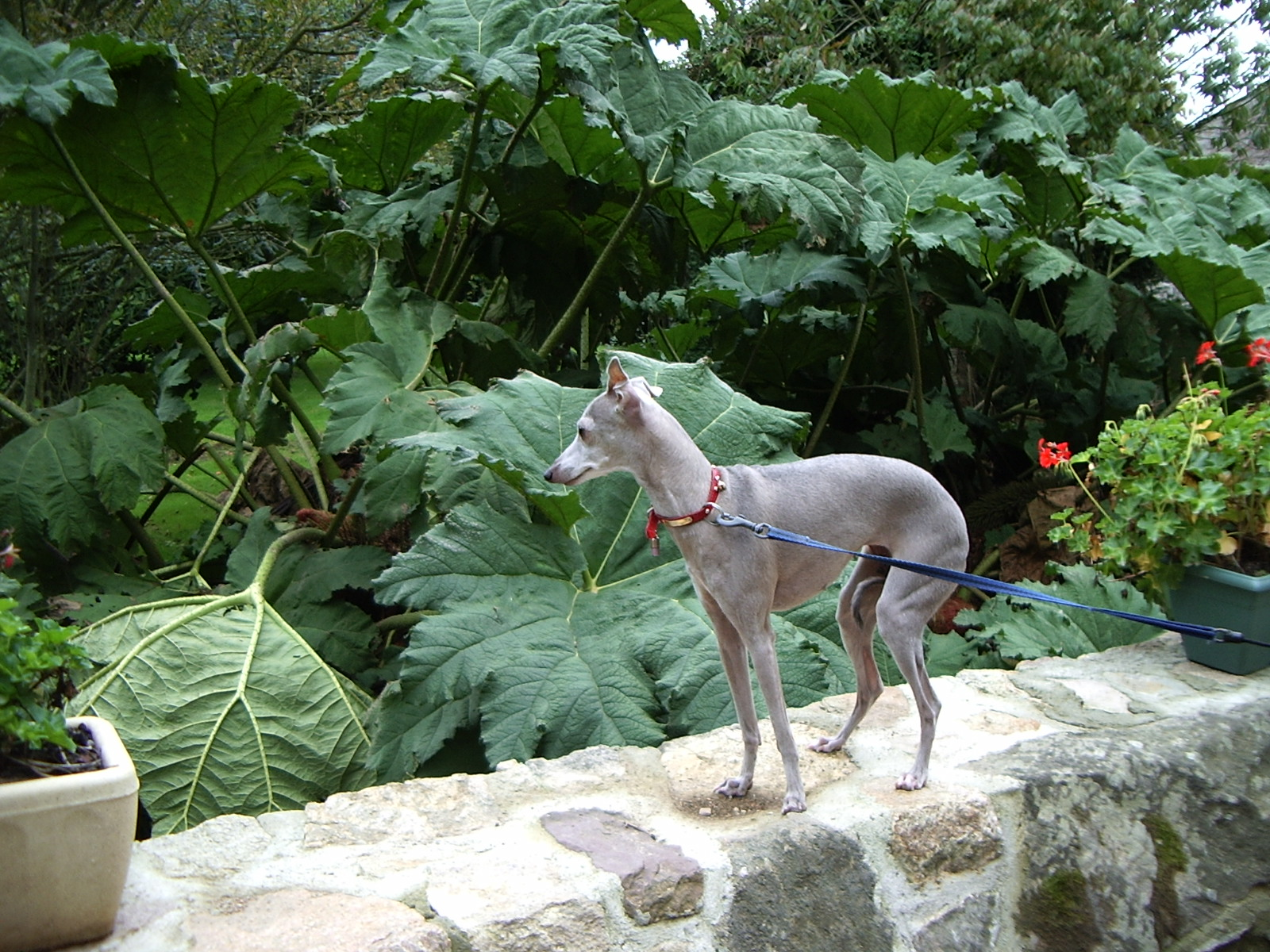
Lévrette d'Italie.

Psychologiquement, le petit lévrier italien est un chien émotif et de réputation plus sentimental que ne le sont les autres races de chiens. Tendre de caractère, le lévrier italien sait aussi être très espiègle et joueur. Il a besoin de calme chez son maître afin d'être stable, car il gère mal le stress en général. Il doit être éduqué à un jeune âge, mais sans brusquerie, et il a également besoin de sortir dans des lieux animés, pour ne pas devenir trop craintif à l'âge adulte.

## Soins et santé
Ce chien si petit, avec l’allure si fine des lévriers donne une impression de fragilité, mais en fait, c’est un petit chien extrêmement vif et rarement malade. 
Comme tous les lévriers, il court fort bien (son cœur est plus gros que celui d’un chien d’une autre race de même taille) et son ventre levretté permet à ses pattes arrière un mouvement qui lui assure des foulées de grande ampleur. On peut trouver des petits lévriers italiens dans les courses de lévriers. Mais cela est rare, simplement du fait que ces chiens sont assez peu nombreux. On compte environ 200 naissances par an sur toute la France.

## Particularités
Le petit lévrier italien fait partie des races de chiens qualifiés d’hypoallergéniques, en raison notamment d'une moins grande production de squames, et d'une perte de poils plus faibles que d'autres races de chiens. Il est donc fréquemment recherché par des personnes souffrant d'allergies faibles ou modérées aux chiens.

## Sport
- Épreuves de courses sur cynodromes ou racing.
- La poursuite à vue sur leurre (PVL) ou coursing. épreuves de beauté (nationale d élevage)

## Galerie

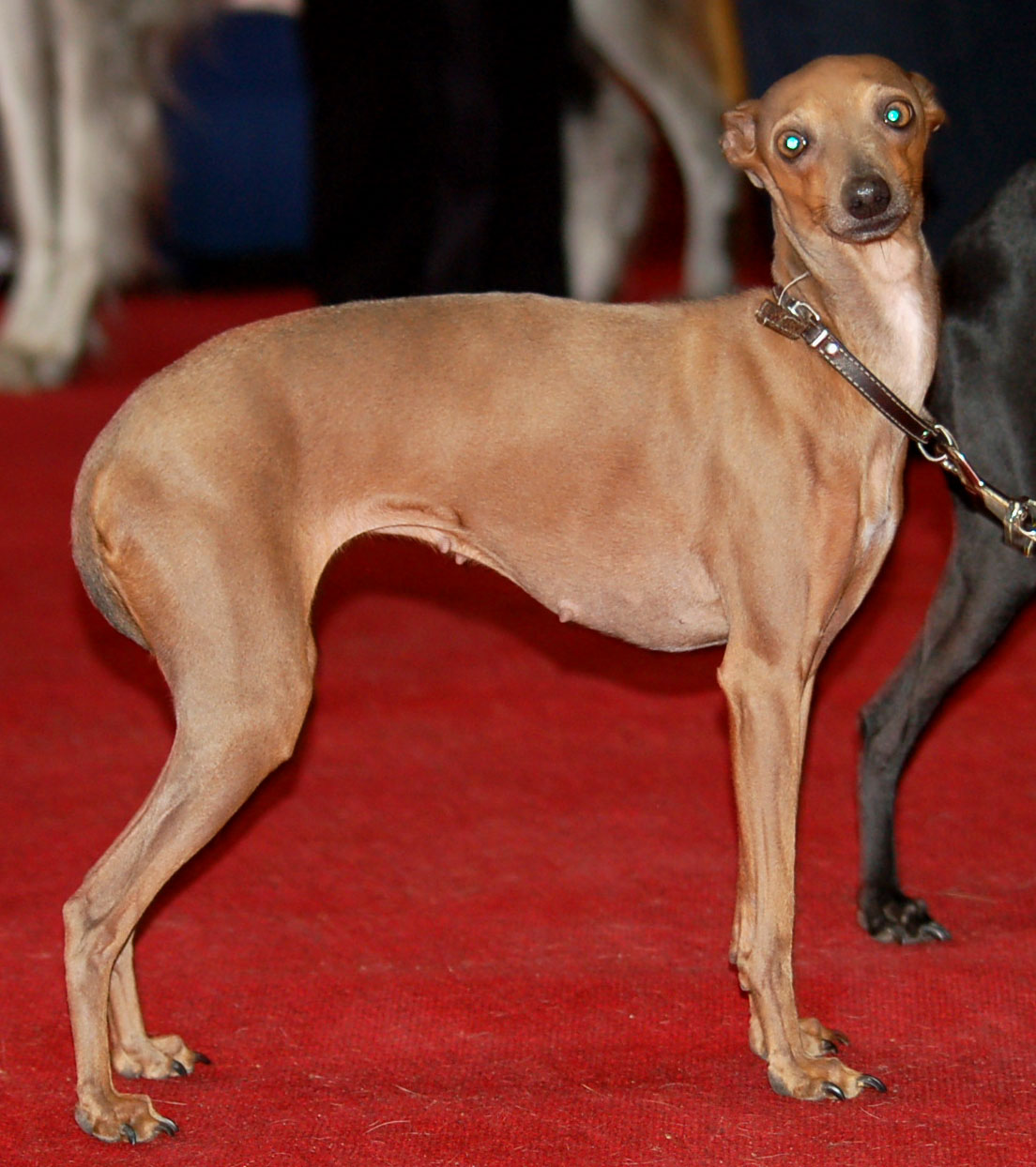
Petit lévrier italien.
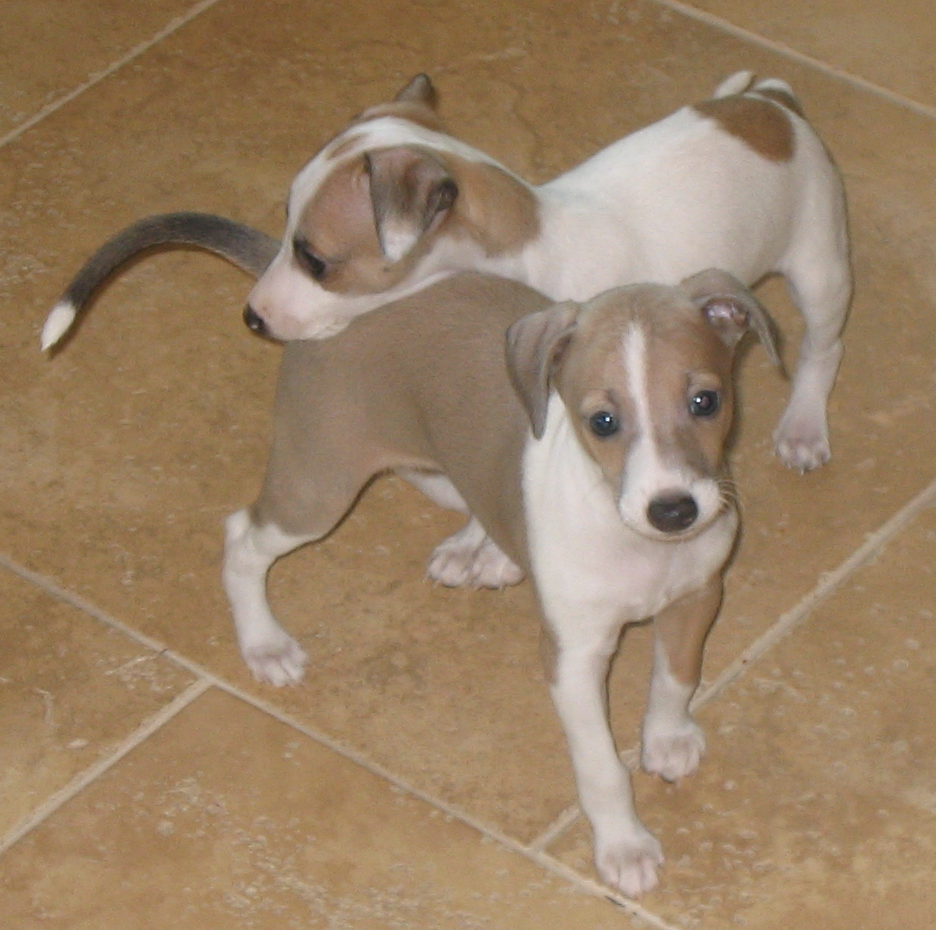
Chiots de petit lévrier italien.
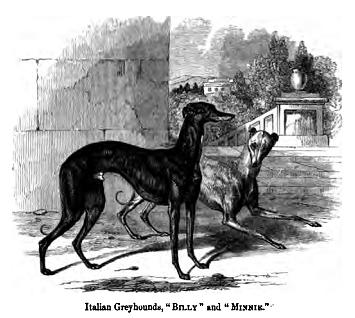
The dog, in health and disease, gravure montrant deux petits lévriers italiens primés au Royaume-Uni, par John Henry Walsh, 1859.
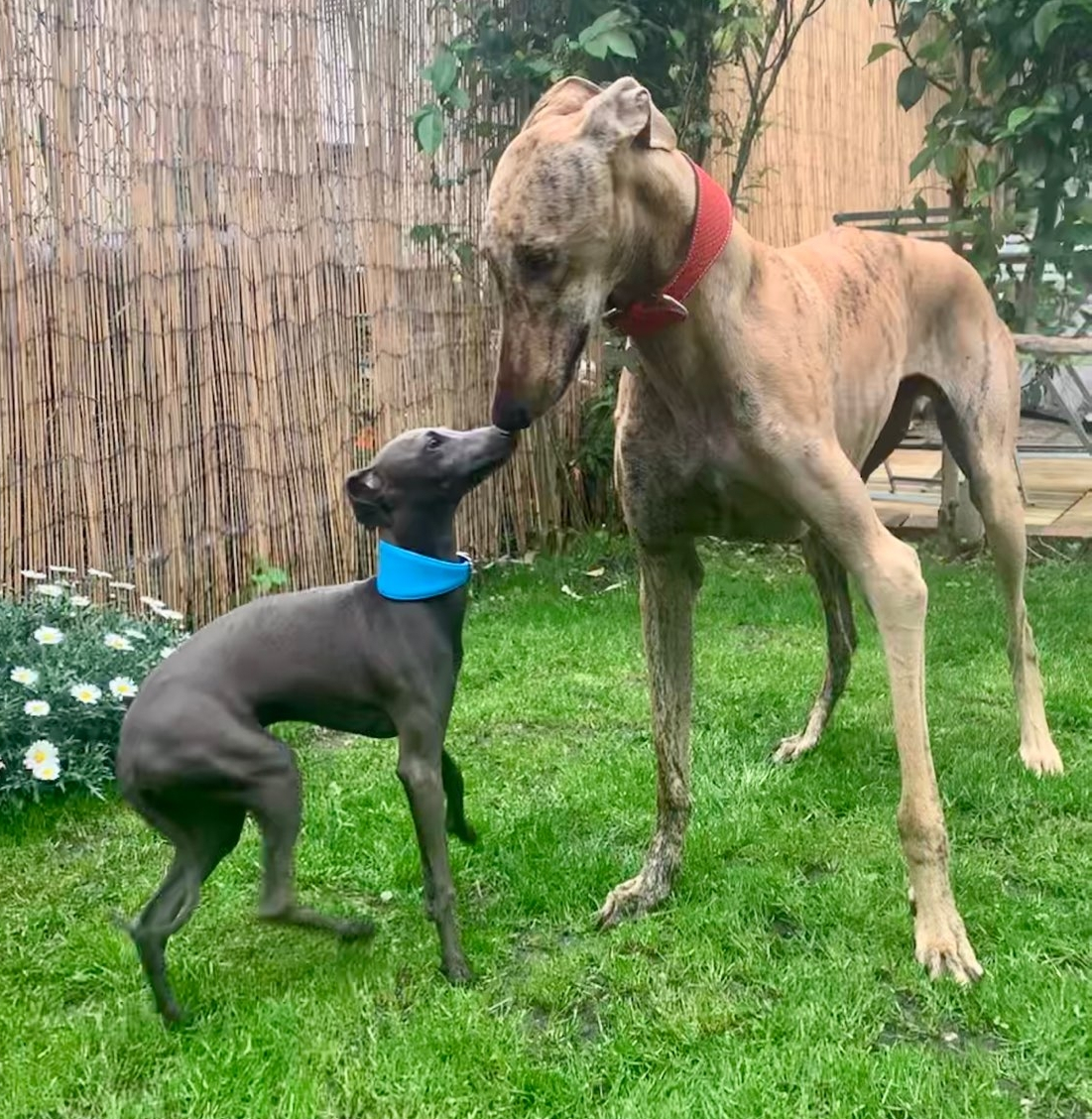
Petit lévrier italien (♂) et lévrier espagnol (♂).
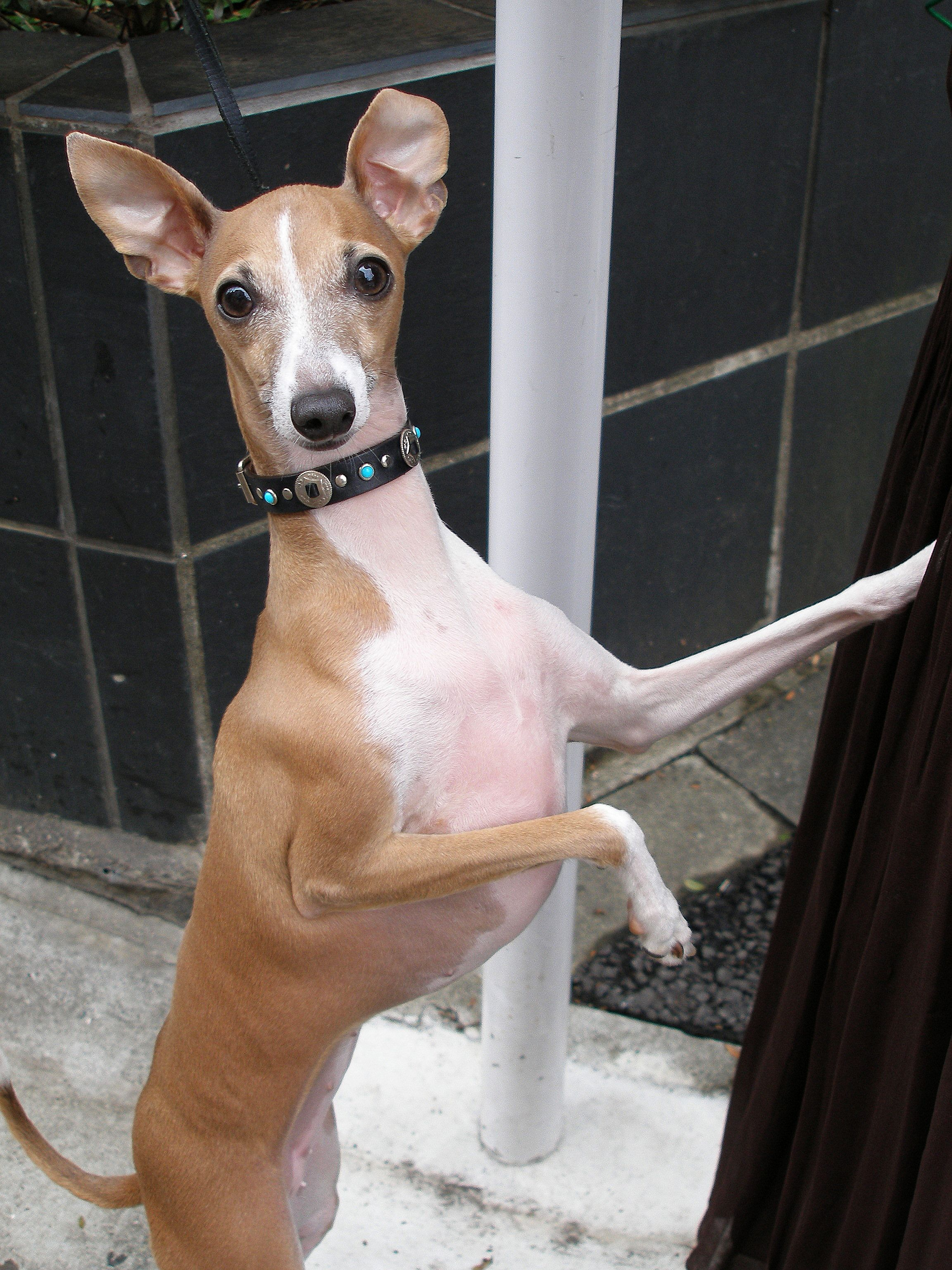
Petit lévrier italien femelle.
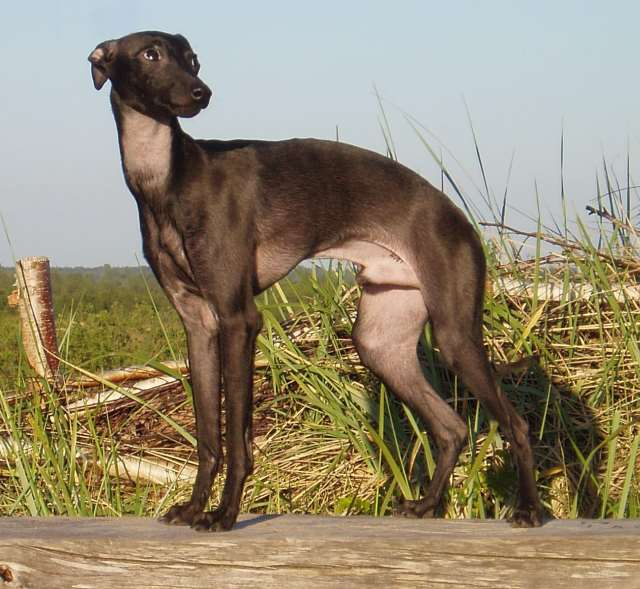
Petit lévrier italien mâle.
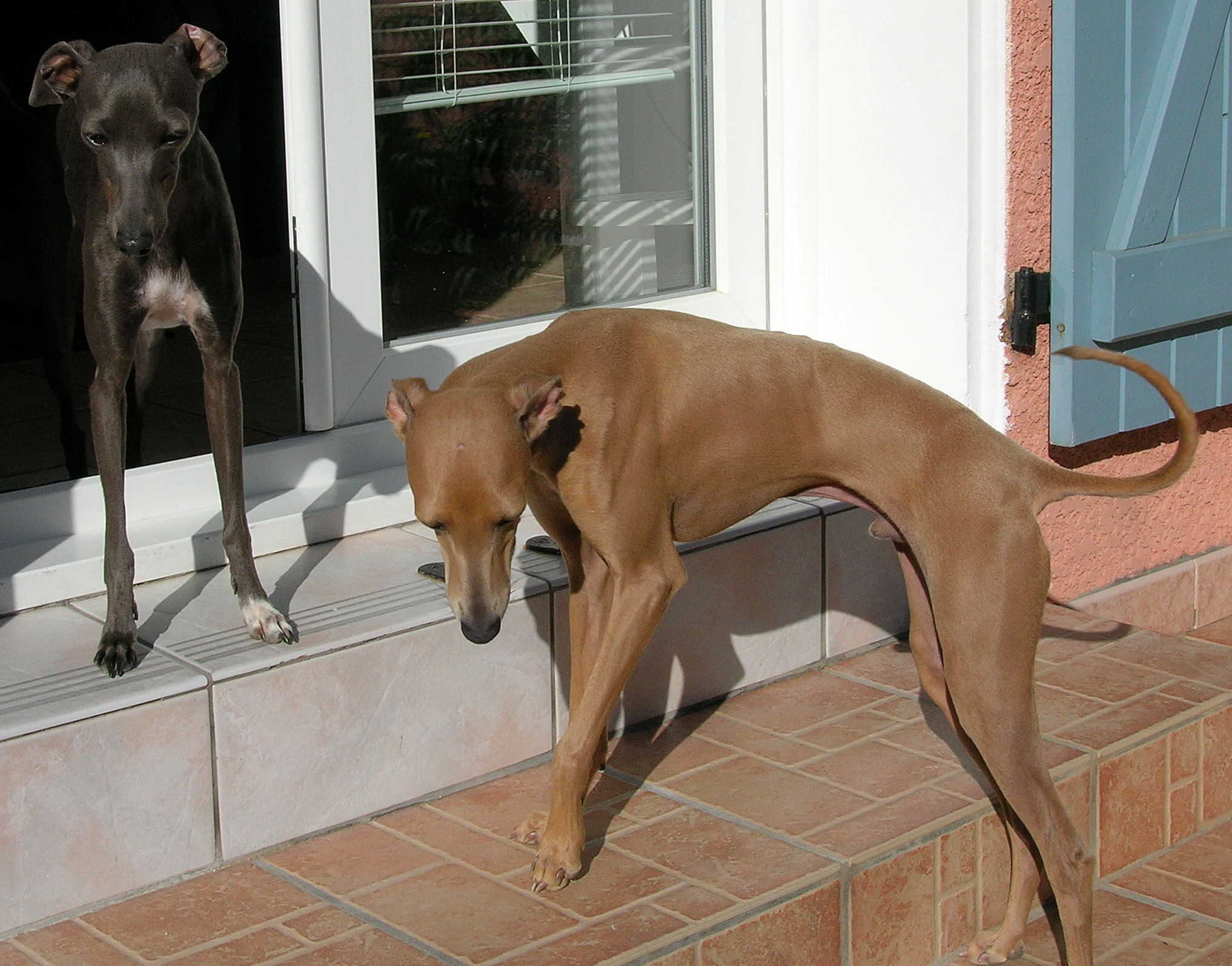
Petits lévriers italiens.